# Port Hedland
Port Hedland è una città situata nella regione di Pilbara, in Australia Occidentale; essa si trova 1.300 chilometri a nord di Perth ed è la sede della città di Port Hedland. 

## Popolazione
Al censimento del 2006 contava 11.557 abitanti. Il più grande porto mercantile dell'Australia.